# Komandoria (Poznań)
Komandoria – część Poznania i zarazem jednostka obszarowa Systemu Informacji Miejskiej (SIM), obejmująca obszar pomiędzy Śródką (ul. Podwale) na zachodzie, Zakładami Metalurgicznymi „Pomet” na wschodzie a Jeziorem Maltańskim na południu. Komandoria jest rozdzielona pomiędzy dwie różne jednostki pomocnicze miasta – Osiedle Ostrów Tumski-Śródka-Zawady-Komandoria obejmujące zachodnią część oraz Osiedle Warszawskie-Pomet-Maltańskie obejmujące wschodnią część.
Z uwagi na położenie w sąsiedztwie ronda Śródka – Komandorię, a zwłaszcza jej zachodnią część, błędnie określa się niekiedy mianem Śródki.

## Położenie
Północno-wschodnia część Komandorii, tj. obszar od ul. św. Michała do ul. Miłosławskiej i Zaniemyskiej oraz od ul. Warszawskiej do linii kolejowej nr 3, należy do jednostki pomocniczej miasta osiedle Warszawskie-Pomet-Maltańskie, a zachodnia i południowa Komandoria, tj. tereny od ul. Podwale do ul. św. Michała oraz od linii kolejowej nr 3 do terenów nad Jeziorem Maltańskim, należy do osiedla Ostrów Tumski-Śródka-Zawady-Komandoria.

## Zabudowa
Część nowych osiedli na terenie Komandorii zaprojektował po wojnie Jan Cieśliński we współpracy z Mirosławą Dworzańską i Zdzisławem Podoskim jako zapowiedź projektu prawobrzeżnego Poznania, a zasadniczą część w latach 1948–1952 Zdzisław Podoski na 360 rodzin. Zrealizowano tu pierwszy w Poznaniu zespół zabudowy z pawilonem handlowo-gastronomicznym dla mieszkańców (restauracja Maltańska projektu Danuty Hahn). Wcześniej (druga połowa lat 30. XX w.) powstało natomiast galeriowe osiedle robotnicze, zaprojektowane prawdopodobnie przez Jerzego Tuszowskiego.

## Historia
W okolicy odnajdowano artefakty z wieków VIII i IX. Pierwotnie Komandoria była osadą powstałą wokół kościoła św. Michała, później przemianowanego na kościół św. Jana Jerozolimskiego za murami. Nazwa pochodzi od komandorii Kawalerów Maltańskich, która została utworzona w 1178 przez Mieszka III przy kościele. W czasach zaborów osada nosiła nazwę Kommendorie. W Kodeksie dyplomatycznym Wielkopolski wspominano ją jako najbardziej na wschód wysuniętą część poznańskiego skupiska osadniczego (villa que iacet in teritorio ecclesie Hospitalis). Rozwijała się tu w XIII wieku produkcja rolna, a prawdopodobnie też hodowla. Funkcjonował młyn. Szpital obsługiwał liczną ludność podróżującą traktami na wschód i południe. W 1925 roku została włączona w granice miasta.
W 1936 wytyczono w tym rejonie nowe ulice, nadając im imiona trzech biskupów poznańskich wywodzących się z Wielkopolski. M.in. nadano nazwę ulicy Konarskiego, która miała upamiętniać Adama Konarskiego (1526–1574). Obecnie uważa się, że upamiętnia ona księdza Stanisława Konarskiego, pijara i reformatora szkolnictwa z Warszawy (1700–1773). Pozostałe dwie upamiętnione postacie to Piotr Tomicki i Andrzej Łaskarz.
W latach 1954–1990 Komandoria należała do dzielnicy administracyjnej Nowe Miasto.
W styczniu 2001 r. utworzono jednostkę pomocniczę osiedle Komandoria-Pomet, która – pomimo swej nazwy – obejmowała jedynie mieszkaniowe osiedle Pomet wraz z zakładami „Pomet”. W sierpniu 2001 r. do osiedla Komandoria-Pomet przyłączono północno-wschodnią część Komandorii, tj. obszar od ul. św. Michała do ul. Miłosławskiej i Zaniemyskiej oraz od ul. Warszawskiej do linii kolejowej nr 3. W 2011 r. w wyniku reformy jednostek pomocniczych północno-wschodni obszar Komandorii nie przyłączył się do reszty Komandorii, lecz wraz z osiedlem Pomet połączył się z osiedlem Warszawskie-Pomet-Maltańskie.
W 2001 r. utworzono jednostkę pomocniczą osiedle Komandoria-Podwale, która obejmowała północno-zachodnią część Komandorii, tj. obszar między ul. Podwale a ul. św. Michała oraz od ul. Warszawskiej do linii kolejowej nr 3. W 2011 r. w wyniku reformy jednostek przyłączono osiedle Komandoria-Podwale do nowej jednostki Ostrów Tumski-Środka-Zawady-Komandoria, wraz z nieprzydzieloną do tej pory południową częścią Komandorii nad Jeziorem Maltańskim.